# Italo Marchioni
Italo Pietro Marchioni, a volte inglesizzato in Marchiony o Marciony (Peaio, 21 dicembre 1868 – Cliffside Park, 27 luglio 1954), fu un produttore italoamericano di gelati e cialde.

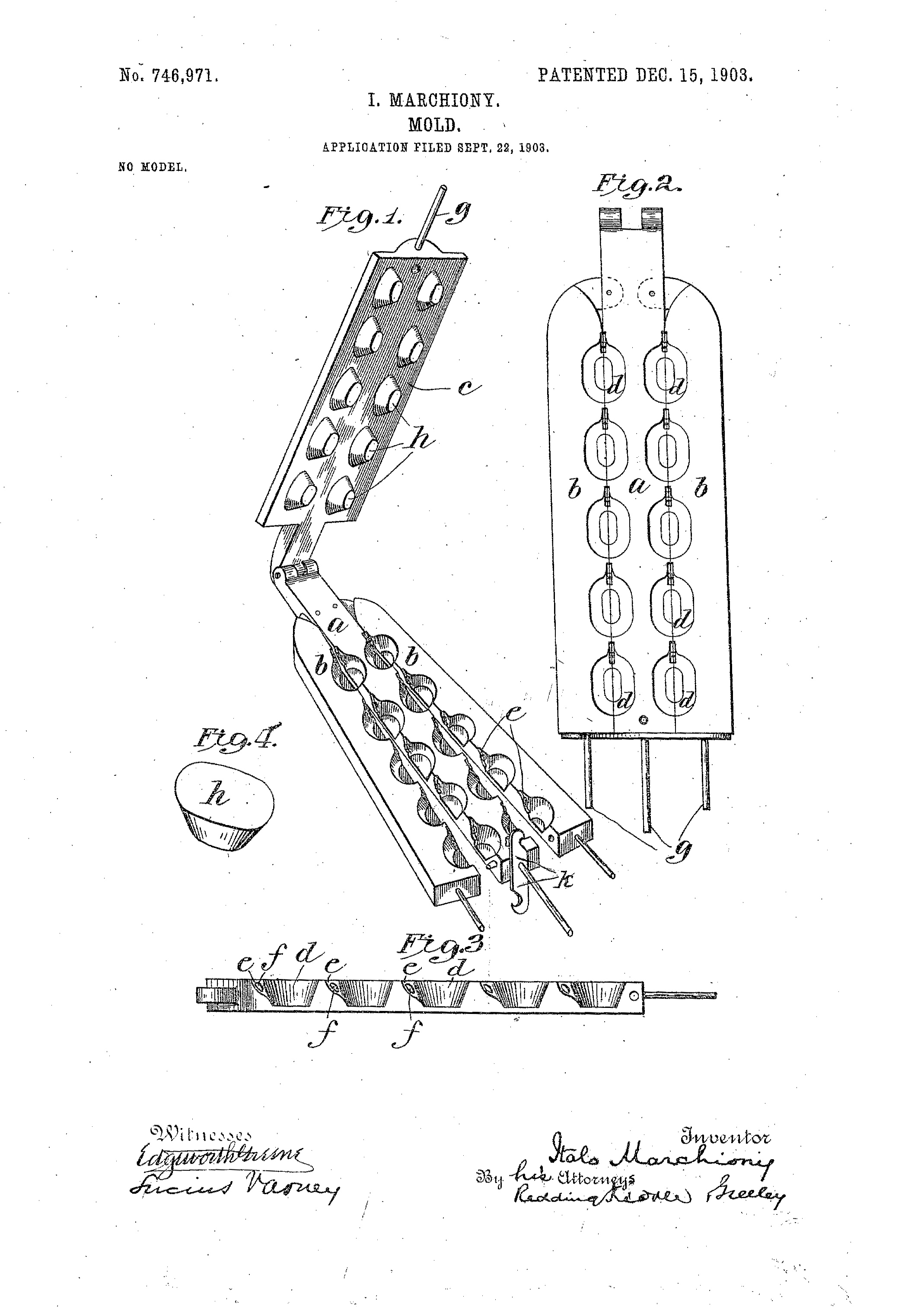
Disegno degli stampi per la fabbricazione di coni - brevetto n°746971

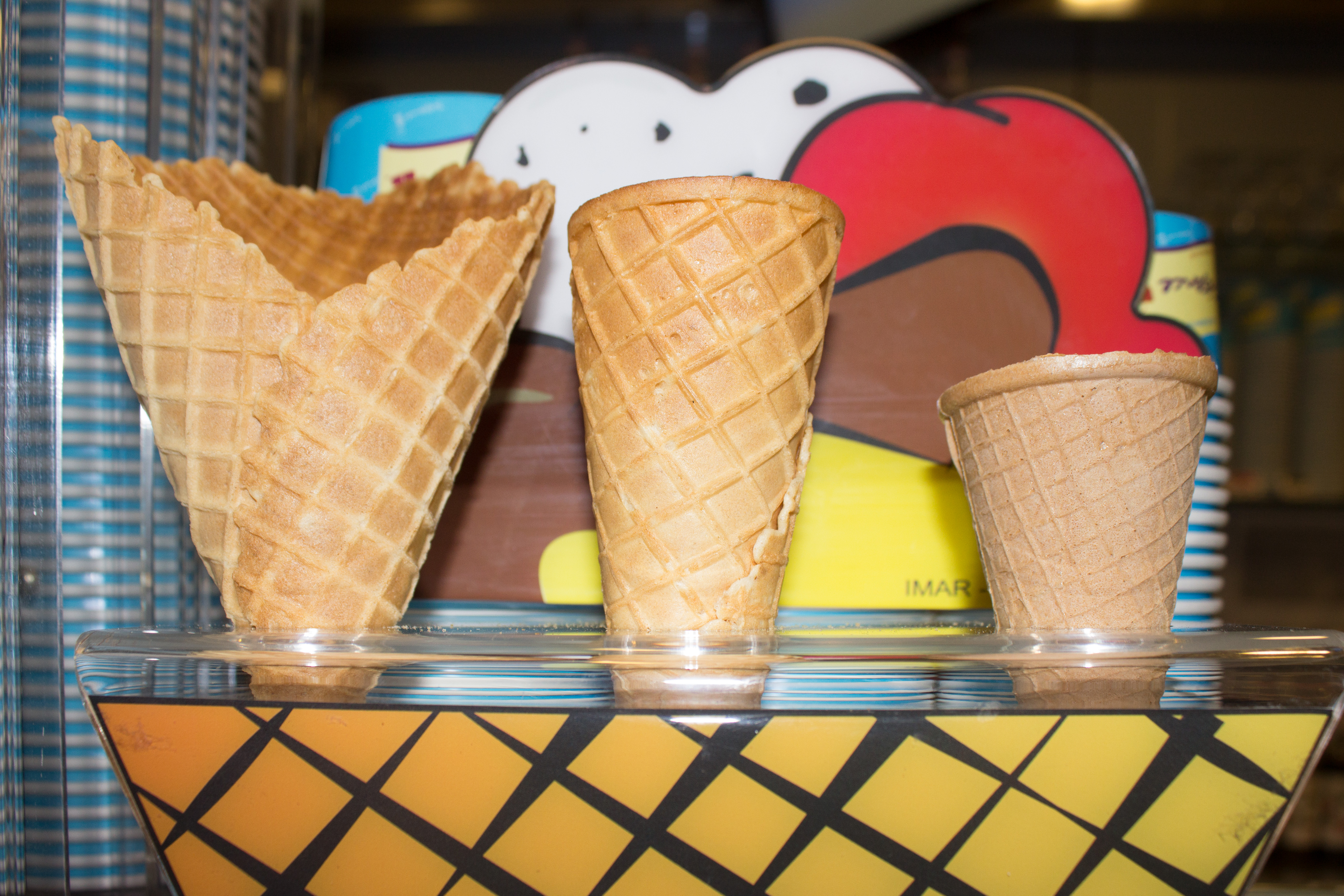
Coni di vari tipi

Marchioni è considerato l'inventore del cono gelato, anche se la sua paternità è contestata.

## Biografia
Marchioni, nato a Peaio (frazione del comune di Vodo di Cadore), emigrò negli Stati Uniti durante gli anni novanta del XIX secolo, soggiornando prima a Filadelfia, poi a New York. Là, secondo il New York Times, Italo aprì alcuni ristoranti e, intorno al 1896, creò il primo cono gelato. In seguito impiantò a Hoboken una fabbrica di coni e cialde, e nel 1903 brevettò il macchinario per la loro produzione.
Nel 1913 la ditta di Italo fu però accusata di violazione di brevetto da parte della Valvona-Marchiony Company. La società era presieduta da Frank Marchioni, un cugino di Italo che possedeva un negozio di gelati a New York, e da Antonio Valvona, che nel 1902 aveva brevettato negli USA un forno per produrre "coppe di biscotto per gelati". Durante il processo, Italo ammise di essere stato un ex socio di Frank. Il giudice ritenne che il macchinario di Italo fosse sostanzialmente una copia di quello di Valvona, e diede quindi ragione agli accusanti. Ciononostante, la questione della paternità dell'invenzione del cono rimase controversa.
Marchioni morì nel 1954, lasciando la moglie Frances e sei figli.